# 盧布尼夫卡
50°30′56″N 24°6′50″E / 50.51556°N 24.11389°E
盧布尼夫卡（烏克蘭語：Лубнівка），是烏克蘭西部的村莊，隸屬利維夫州的舍普季茨基區。該村面積0.52平方公里，海拔高度207米，2001年人口214，人口密度每平方公里411.54人。